# Havars
Havars (francès Fabas) és un municipi francès, situat a la regió d'Occitània, departament de l'Arieja.

## Naixements destacats
- Rosina de Pèira, cantant occitana